# Giovanni Esposito (judoka)
Giovanni Esposito (Napoli, 9 febbraio 1998) è un judoka italiano.

## Biografia
È figlio del judoka Giuseppe Esposito. Suo fratello minore di Antonio Esposito, è judoka di caratura internazionale, mentre suo fratello minore Davide Esposito, internazionale nella categoria cadetti.
All'età di 17 anni ha vinto il bronzo agli europei cadetti di Sofia 2015 e il titolo iridato ai mondiali cadetti di Sarajevo 2015 nella categoria -66kg. Lo steso anno si è messo in mostra anche al XIII Festival olimpico estivo della gioventù europea di Tbilisi, vincendo il torneo dei -66 kg.
Nel 2018 ha guadagnato il bronzo agli europei juniores di Sofia 2018. 
Il 29 dicembre 2016 è stato reclutato nel Corpo di polizia penitenziaria ed è entrato a far parte del Gruppo Sportivo Fiamme Azzurre.
Agli europei di Sofia 2022, svoltisi sul tatami dell'Arena Armeec, si è aggiudicato la medaglia di argento nella categoria -73 chilogrammi, perdendo in finale contro l'azero Hidayət Heydərov (3º nel ranking mondiale). Nei turni precedenti ha sconfitto agli ottavi il georgiano Lasha Shavdatuashvili (oro mondiale e argento olimpico in carica) ed in semifinale il campione mondiale juniores in carica Adrian Sulca.

## Palmarès
- Campionati mondiali

Abu Dhabi 2024: bronzo nella gara a squadre.
- Europei

Sofia 2022: argento nei -73 kg.
Podgorica 2025: argento nella gara a squadre.
- Europei juniores

Sofia 2018: bronzo;
- Mondiali cadetti

Sofia 2015: oro nei -66 kg;
- Europei cadetti

Sarajevo 2015: bronzo nei -66kg;
- Festival olimpico della gioventù europea

Tbilisi 2015: oro nei -66 kg;